# XYY 증후군
XYY 증후군(영어: XYY syndrome)은 인간 남성이 Y 염색체가 하나 더 있어서 일반 46개의 염색체가 아닌 총 47개의 염색체가 있는 성 염색체 이수성 증후군이다. 초남성 증후군, 야콥 증후군, 제이콥스 증후군으로도 불린다. 이 증후군은 47,XYY 핵형을 만들어내는데, 이는 1,000명의 출생 남아(男兒) 가운데 1명에게 발생한다.
의학적 표현형은 정상이고 47,XYY 남성 중 대다수가 자신의 핵형을 알지 못하기 때문에, 일부 의학 유전학자들 사이에서는 이 용어를 증후군으로 부르는 것이 적절한지에 대한 논란이 있다.

## 원인

47,XYY는 유전되는 것은 아니지만, 일반적으로 정자 세포의 형성 기간 동안 무작위로 발생한다. 비분열(비분리)로 불리는, 감수 분열 2단계의 염색체 분리 오류가 발생하면 Y 염색체가 하나 더 생기는 정자 세포가 생산될 수 있다. 이 비정상적인 정자 세포들 가운데 하나가 아이의 유전적 구성에 기여하는 경우 아이는 몸 세포 각각에 Y 염색체가 하나 더 붙게 된다.
초기 태아 단계의 접합자 이후 유사 분열 시기에 세포 분열을 하다가 비분열(비분리)이 일어나 Y 염색체가 하나 더 붙는 경우도 일부 있다. 이는 46,XY/47,XYY 모자이크가 생성될 수 있다.

## 같이 보기
- 클라인펠터 증후군
- 세 쌍 X염색체 증후군
- 터너 증후군
- XXYY 증후군